# Thần Minh Vương thái hậu
Thần Minh Vương hậu (Hanja:神明王后; 900– 951), là một Vương hậu của nhà Cao Ly. Bà là vợ của Cao Ly Thái Tổ, mẹ ruột của Cao Ly Định Tông, Cao Ly Quang Tông. Bà là vương hậu thứ 3 của Cao Ly Thái Tổ và là vương thái hậu đầu tiên của Cao Ly.

## Văn hóa đại chúng
- Phim truyền hình Taejo Wang Geon được diễn bởi Jeon Mi-seon trong năm 2000-2002 trên kênh KBS1.[1]
- Phim truyền hình The Dawn of the Empire được diễn bởi Jung Young-sook trong năm 2002–2003 trên kênh KBS
- Phim truyền hình Shine or Go Crazy được diễn bởi Ji Soo-won năm 2015 trên kênh MBC.[2]
- Phim truyền hình  Moon Lovers: Scarlet Heart Ryeo được diễn bởi Park Ji-young trong  2016 trên kênh SBC.[3]